# Alois Vogel (Schriftsteller)

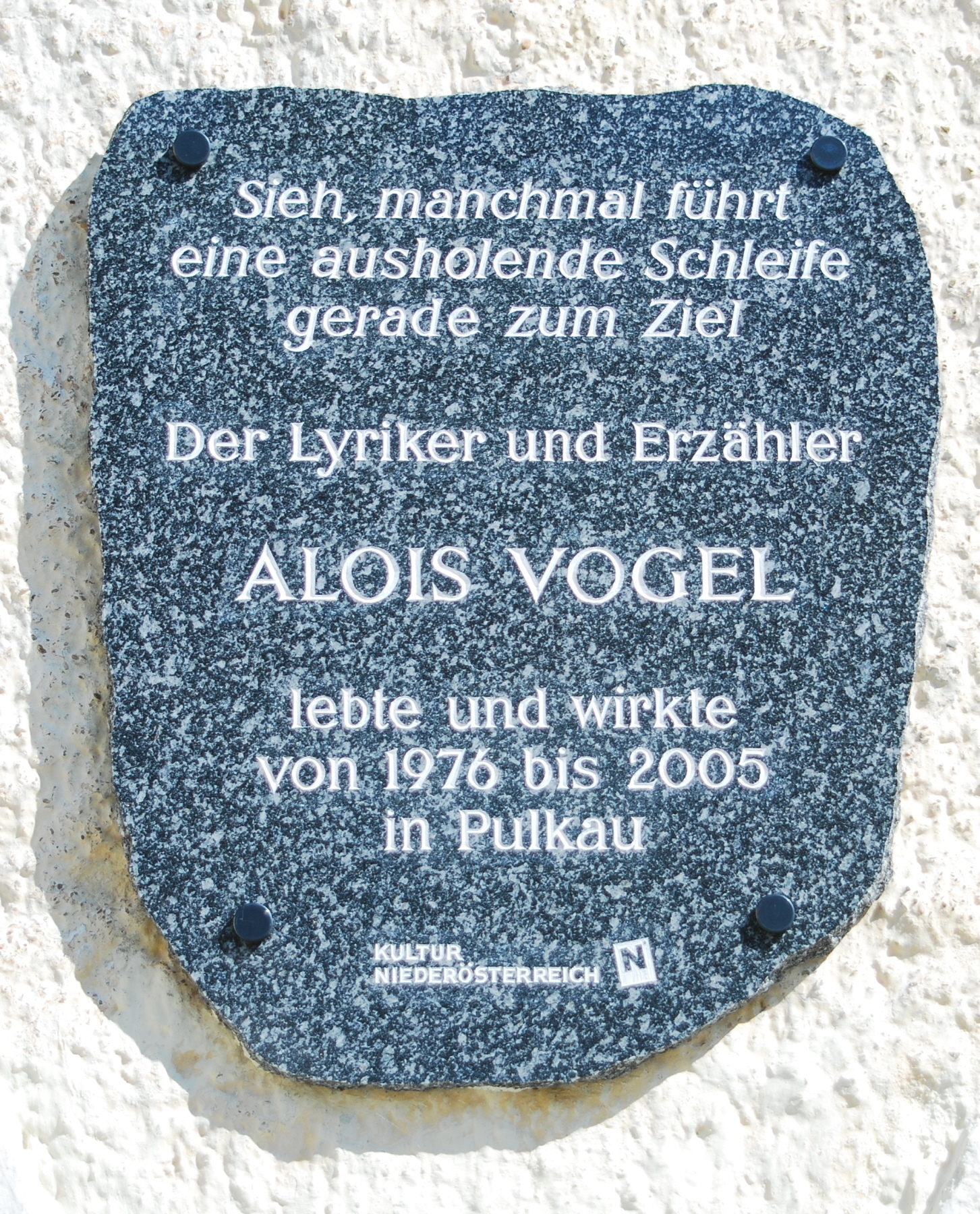
Gedenktafel für Alois Vogel in Pulkau (2010)

Alois Franz Vogel (* 1. Jänner 1922 in Wien-Favoriten als Alois Franz Ptaček; † 2. April 2005 in Pulkau) war ein österreichischer Schriftsteller.

## Leben
Alois Vogel wurde am 1. Jänner 1922 als Sohn von Franz Ptaček (* 29. März 1880 in Wien) und dessen Ehefrau Anna (geborene Zimansl; * 26. Juli 1884 in Wien; † 14. Februar 1960 ebenda) in Wien-Favoriten geboren und am 8. Jänner 1922 auf den Namen Alois Franz getauft. Seine Eltern hatten am 28. Mai 1905 in St. Anton geheiratet. Laut Mitteilung der Reichsstatthalterei Wien vom 10. März 1941 führte sein Vater an Stelle des bisherigen Namens ab sofort den Familiennamen Vogel (das deutschsprachige Wort des tschechischen Wortes ptaček). Von der Namensänderungen waren auch die Ehefrau Anna und der gemeinsame Sohn Alois Franz betroffen.
Alois Vogel absolvierte – da seine Eltern ihm kein Studium finanzieren konnten – eine Feinmechanikerlehre. Im Zweiten Weltkrieg musste er als Soldat dienen. Nach dem Krieg war es ihm dann möglich, Malerei an der Akademie der bildenden Künste Wien zu studieren. Am 27. April 1946 heiratete er in Wien eine Gertrude Bischof.
In den Zeitschriften Neue Wege und Wort in der Zeit trat er erstmals mit Gedichten an die Öffentlichkeit. Erste Erzählungen von ihm erschienen 1954 und 1956 in der Anthologie Stimmen der Gegenwart, herausgegeben von Hans Weigel. 1959 veröffentlichte er sein Romandebüt „Das andere Gesicht“. In der Folgezeit arbeitete er als freiberuflicher Schriftsteller und war 1971 an der Gründung der Literaturzeitschrift „Podium“ beteiligt. Er war außerdem Herausgeber der Zeitungen „Konfigurationen“ und „Lyrik aus Österreich“.
Seine Werke spiegeln das Österreich der 20er und 30er Jahre wider und somit auch seine eigene Jugend in den Arbeiterbezirken Wiens.
Seit 1976 lebte er in Pulkau in Niederösterreich, wo er auch starb. Am 15. April 2007 wurde aus Anlass des zweiten Todestages hier im Pöltingerhof eine Gedenktafel enthüllt.

## Kritik
Vogels Gedichte sind Gedichte von einem, der die Wirklichkeit, gleichsam mit zusammengekniffenen Augen, scharf und skeptisch anschaut. Und es sind vor allem (...) die kleinen Dinge des Alltags, die unscheinbaren Phänomene der Natur, die seiner Beobachtung unterworfen und zur Darstellung gebracht werden.

## Alois-Vogel-Literaturpreis
Seit 2012 wird vom Literaturkreis Podium alle zwei Jahre der Alois-Vogel-Literaturpreis für österreichische oder in Österreich lebende, deutsch schreibende Autoren ausgeschrieben. Das Preisgeld von 10.000 Euro (Stand 2024) wird von der Kulturabteilung des Landes Niederösterreich und vom Rotary Club Geras gestiftet. Der Preis ersetzte den bis 2009 vergebenen Alfred-Gesswein-Literaturpreis.
Preisträger
- 2012: Carolina Schutti
- 2014: Armin Baumgartner
- 2016: Barbara Keller
- 2018: David Fuchs
- 2020: Harald Friedl[6]
- 2022: Petra Nagenkögel
- 2024: Elke Laznia[7]

## Auszeichnungen
- 1961: Förderungspreis des Wiener Kunstfonds
- 1962: Förderungspreis der Theodor-Körner-Stiftung
- 1966: Förderungspreis der Stadt Wien
- 1973: Josef-Luitpold-Stern-Preis
- 1977: Kulturpreis des Landes Niederösterreich für Dichtung
- 1978: Berufstitel Professor
- 1980, 1986: Buchprämie des Bundesministeriums für Unterricht und Kunst
- 1982: Kogge-Ehrenring der Stadt Minden, Nordrhein-Westfalen
- 1997: Goldenes Wappen der Stadt Pulkau
- 1999: Goldenes Ehrenzeichens für Verdienste um das Bundesland Niederösterreich[8]
- 2001: Österreichisches Ehrenkreuz für Wissenschaft und Kunst I. Klasse

## Publikationen
- Das andere Gesicht. Roman, Amandus Verlag, Wien 1959.
- Im Gesang der Zikaden. Gedichte, Edition Tusch, Wien 1964.
- Vorläufige Grabungsergebnisse. Texte, Verlag Jugend & Volk, Wien 1970.
- Sprechen und Hören. Gedichte, Delp Verlag, München 1971.
- Im Auge des Wissens. Gedichte, Delp Verlag, München 1976.
- Schlagschatten. Roman, Verlag Kremayr & Scheriau, Wien 1977.
- Totale Verdunkelung. Roman, Verlag Jugend & Volk, Wien 1980.
- Beobachtungen am Manhartsberg. Gedichte, Verlag NÖ. Pressehaus, St. Pölten 1985.
- Pulkauer Aufzeichnungen. Prosa, Verlag NÖ. Pressehaus, St. Pölten 1986.
- Erosionsspuren. Gedichte, Grasl Verlag, Baden 1990.
- Im Zeitstaub. Gedichte, Grasl Verlag, Baden 1990.
- Das blaue Haus. Roman, Edition Atelier, Wien 1992.
- Römische Gesänge. Texte, Grasl Verlag, Baden 1993.
- Vom austriakischen Ringelspiel. Gedichte, Literaturedition Niederösterreich, St. Pölten 1996.
- Von Thanatos Gärten Gedichte, Grasl Verlag, Baden 1997.
- Werkausgabe mit 5 Bänden, Verlag Deutike, Wien 1998–2002.